# Untersiemau
Untersiemau – miejscowość i gmina w Niemczech, w kraju związkowym Bawaria, w rejencji Górna Frankonia, w regionie Oberfranken-West, w powiecie Coburg. Leży około 10 km na południe od Coburga, nad rzeką Itz, przy autostradzie A73, drodze B4, B289 i linii kolejowej Rossach – Coburg.

## Dzielnice
W skład gminy wchodzą następujące dzielnice: Untersiemau, Birkach am Forst, Haarth, Meschenbach, Obersiemau, Scherneck, Stöppach, Weißenbrunn am Forst i Ziegelsdorf.

## Historia
Obszar gminy należał do Księstwa Saksonii-Coburg, następnie do Wolnego Państwa Coburg (Freistaat Coburg). W 1920 miejscowość została włączona wraz z Coburgiem do Bawarii. Gmina w obecnym kształcie powstała 1 maja 1978.

## Polityka
Wójtem jest Günther Kob z SPD. Rada gminy składa się z 16 członków:
|      | CSU | SPD | Wolni Wyborcy | Niezrzeszona Grupa Wyborców | Razem     |
| 2002 | 4   | 7   | 3             | 2                           | 16 miejsc |

## Zabytki i atrakcje
- zamek wodny Untersiemau
- zamek w dzielnicy Ziegelsdorf
- Kościół ewangelicki w dzielnicy Scherneck
- ogrody apteki

## Galeria

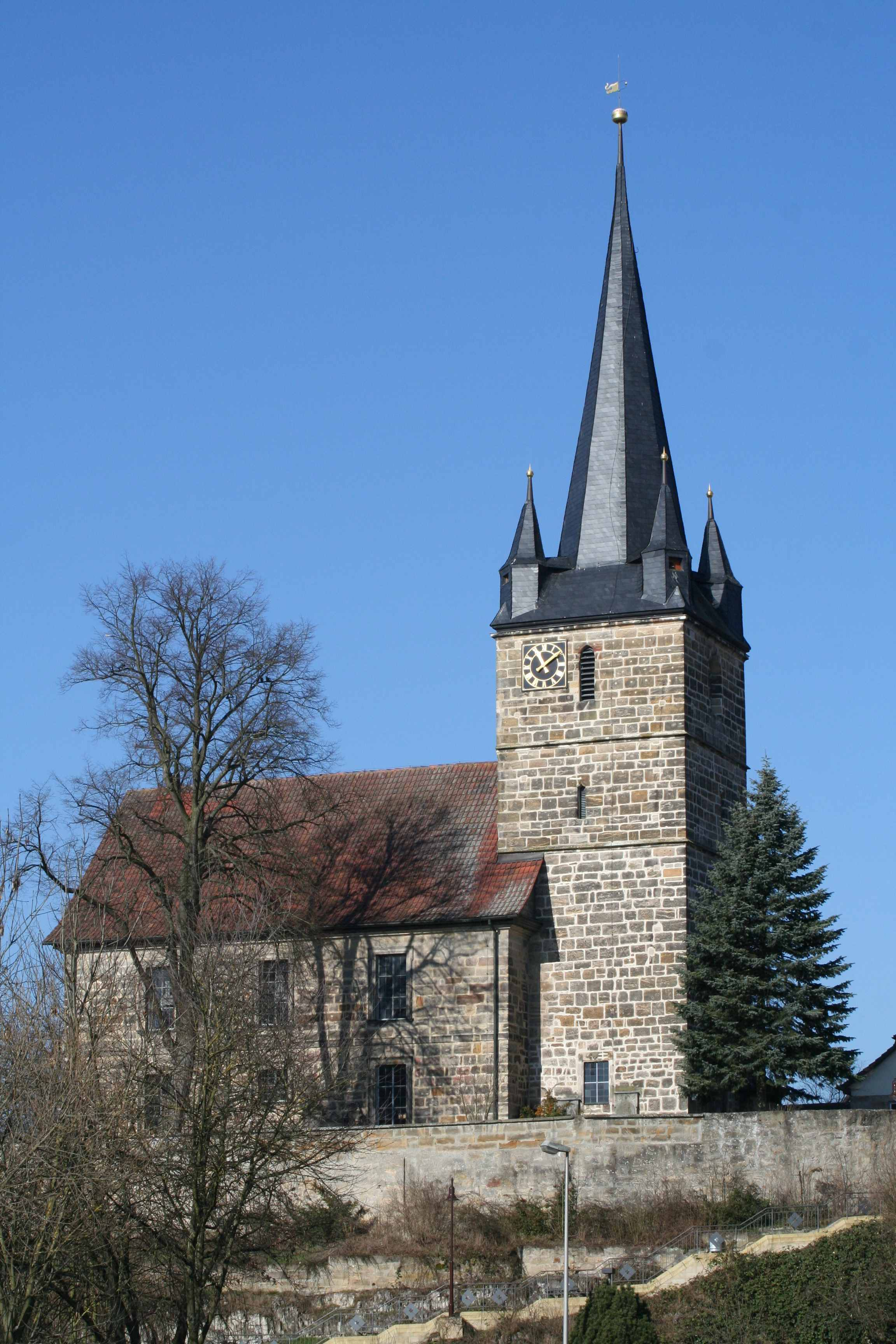
Kościół ewangelicki w dzielnicy Scherneck
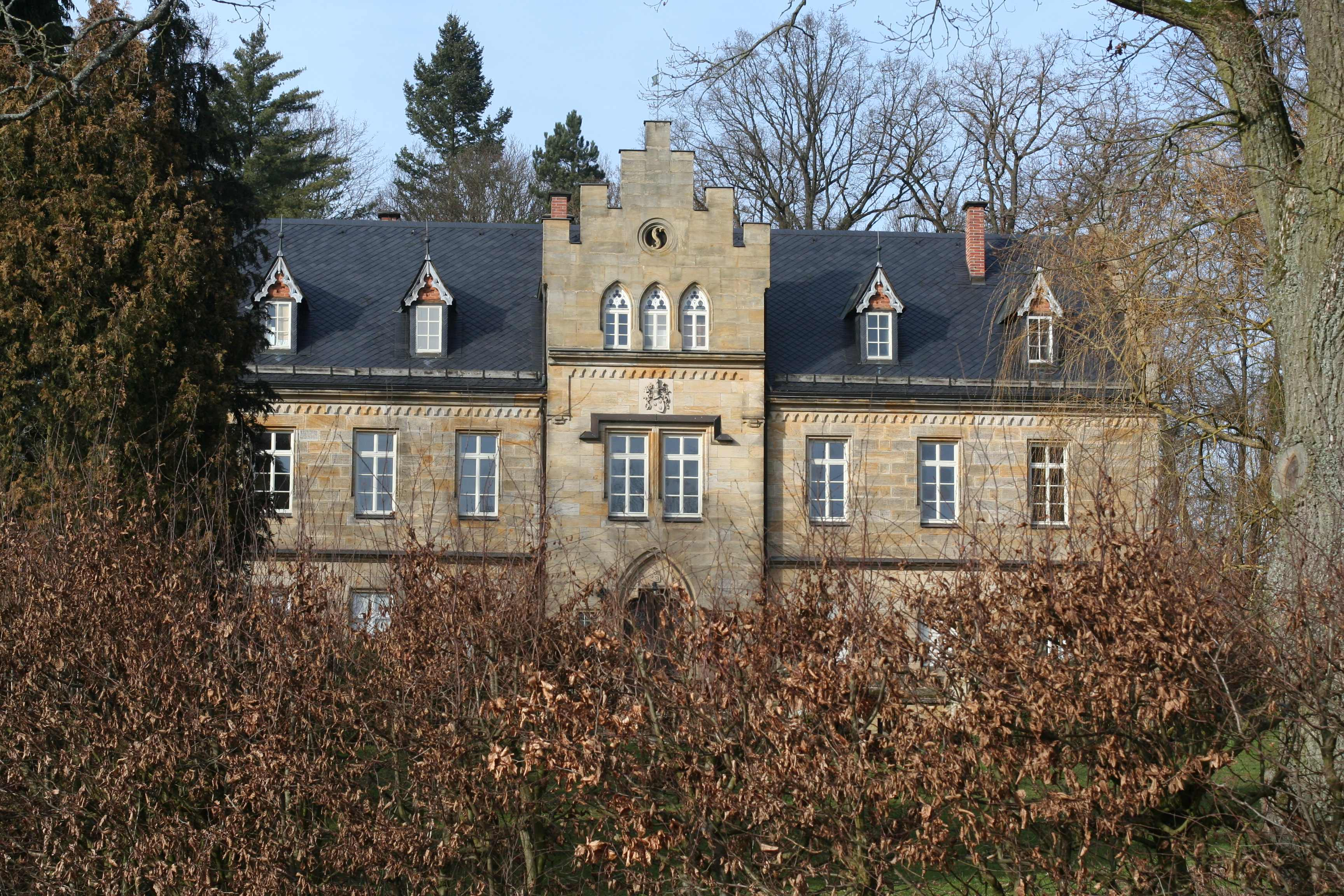
Zamek w dzielnicy Ziegelsdorf
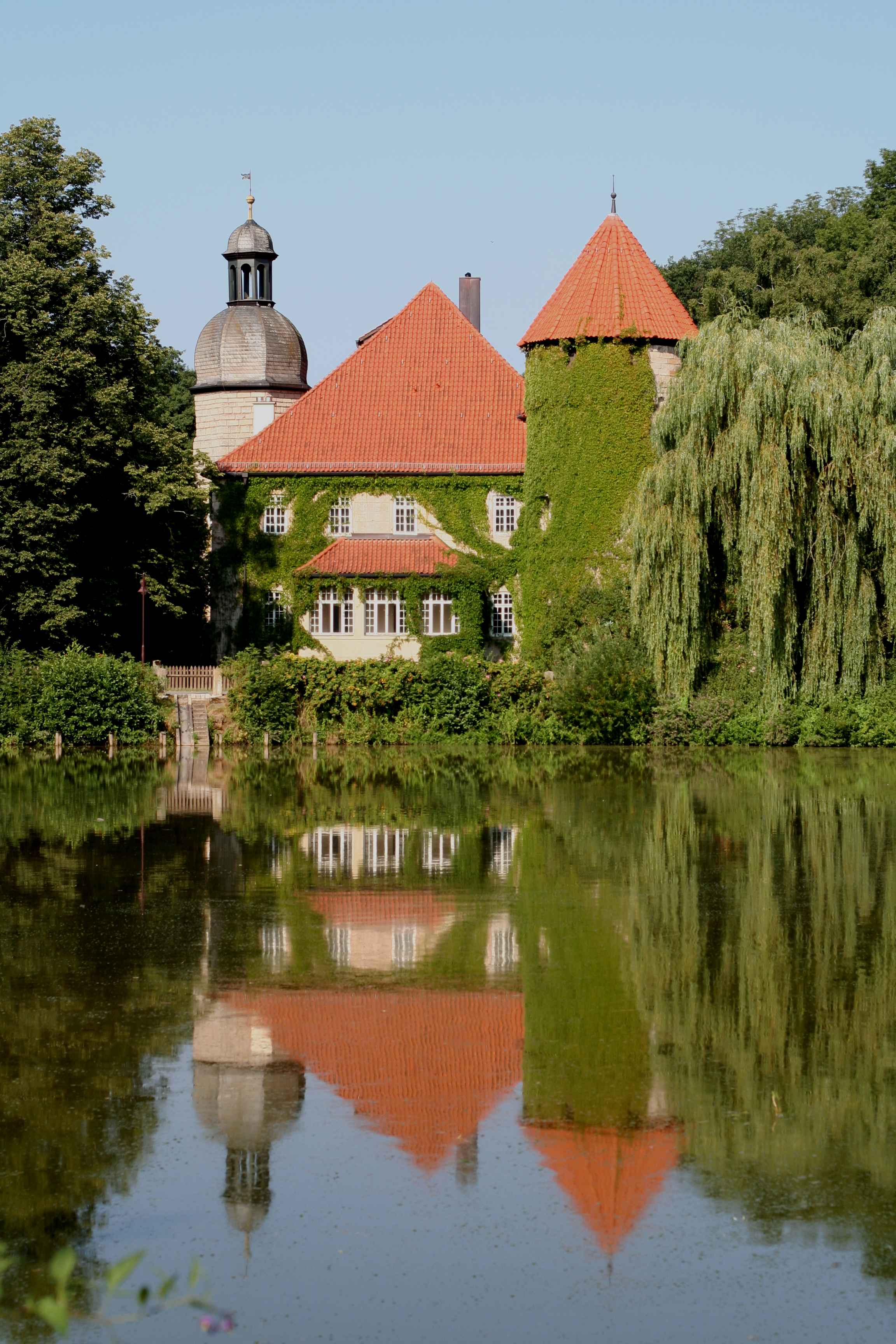
Zamek Untersiemau